# Media Molecule
Media Molecule er et spiludviklingsstudie med hovedkvarter i Guildford, Surrey, England. Studiet blev grundlagt i Januar 2006 af de tidligere Lionhead Studios-medarbejdere Mark Hearley, Alex Evans, Dave Smith, og Kareem Ettouney. Før starten på firmaet arbejdede grundlæggerne sammen om Hearley's uafhængige spil Rag Doll Kung Fu, imens de stadig arbejdede for Lionhead. Studiets første spil var Playstation 3-spillet LittleBigPlanet, som var blevet annonceret og demonstreret ved Game Developers Conference 2007, hvilket vandt mange Årets spil 2008 priser, og har et Metacritic på 95.